# 川井田夏海
川井田夏海（日语：／ Kawaida Natsumi，1996年2月18日—）是日本的女性聲優，愛知縣出身。隸屬於INTENTION。

## 人物
2014年參加一般社團法人國際聲優育成協會舉辦的「第二回全日本聲優競賽『聲優魂』」獲得聲優部門國內類別的優秀賞。
2017年9月15日加入INTENTION，開始正式進行聲優活動。

## 演出作品
※粗體字為主要角色。

### 電視動畫
2017年
- KiraKira☆光之美少女 A La Mode（女學生）
- 遊戲王VRAINS
- Infini-T Force（女孩子）

2018年
- 愛吃拉麵的小泉同學（女學生B）
- HUG! 光之美少女（女性、咬咬、女學生、女子、女性客、人魚、解說員、母親、小哈利、未來戰士、女孩子）
- Classica Loid 第2期（學生B）
- 多田君不戀愛（來賓）
- 女神異聞錄5 the Animation（女主播）
- 工作細胞（未成熟胸腺細胞4）
- 高分少女（同學B）
- 隔壁的吸血鬼美眉（女學生C）

2019年
- 不吉波普不笑（女學生）
- 荒野的壽飛行隊（辛蒂[5]）
- 魔法水果籃（女學生）
- 獵獸神兵（小孩A）
- 女高中生的虛度日常（螺線）
- 籃球少年王（船越幸）

2020年
- 寶石商人理察的謎鑑定（少年）
- 神推偶像登上武道館我就死而無憾（時髦女子）
- 戀愛小行星（小孩、JAXA導覽、學生）
- 暗黑破壞神在身邊。（花鳥〈幼少期〉）
- 放學後堤防日誌（帆高夏海）
- 夢夢貓（女子①、長谷川、學級委員①）
- 格萊普尼爾（女學生）
- 炎炎消防隊 貳之章（女學生）
- 魔法水果籃 2nd season（女學生）
- 體操武士（小朋友B、男孩子D、少年女子A、小吃店客人、聲F、俱樂部少年A）
- A3!（小孩）
- 小松先生（第3期）（嬰兒、女友）
- Love Live! 虹咲學園學園偶像同好會（淺希）
- 失憶投捕OVA（幼年清峰葉流火[6]）

2021年
- 小松先生（第3期）（名人、芋人、女、廣播）
- 咒術迴戰（加茂〈幼少期〉）
- 堀與宮村（女學生）
- 夢夢貓（白玉須天）
- 搖曳露營△ SEASON2（一宮拓人）
- 真·中華一番！（村中女子）
- 恐龍莊日和（瑜伽講師、廣播、女服務生）
- 刮掉鬍子的我與撿到的女高中生（結城麻美）
- 魔法水果籃 The Final（女學生）
- MARS RED 零機關（葉）
- 我們的重製人生
- 魔法科高中的优等生（妹、三高女子、七高女學生）
- 陰晴不定的體操哥哥（小孩、大學生）
- 夢夢貓 Mix！（白玉須天）
- RE-MAIN（女子經理）
- 海賊王女（雪丸〈幼少〉）
- 陰陽眼見子（鬼怪）
- 卡片戰鬥!! 先導者 overDress（巫女）
- 大正處女御伽話（伸由）

2022年
- 幻想三國誌 -天元靈心記-（幼年應幾）
- 薔薇王的葬列（幼年亨利）
- RPG不動產（露芙莉亞）
- 境界戰機（八咫烏隊員）
- 名偵探柯南（女孩子）
- Love Live! 虹咲學園學園偶像同好會 第二季（淺希）
- 女忍者椿的心事（蕺[7]）
- 孤獨搖滾！（學生、客人）
- 福星小子（女子、瞳、小孩）
- 我想成為影之強者！（女學生）
- 呆萌酷男孩（女子社員）
- 書蟲公主（保羅）

2023年
- JoJo的奇妙冒險 石之海（小山羊B）
- 我想成為影之強者！ 第2期（闇影庭園路人、市民）
- 關於我在無意間被隔壁的天使變成廢柴這件事（女學生）
- 最強陰陽師的異世界轉生記（女）
- 妖幻三重奏（女子）
- 機動戰士GUNDAM 水星的魔女（西西雅）
- 獻祭公主與獸王（波拉絲）
- 我內心的糟糕念頭（美久）
- Dr.STONE 新石紀 NEW WORLD（少女）
- 境界服務（諾婭）
- 卡片戰鬥!! 先導者 will+Dress（DayBreak成員）
- 重生者的魔法一定要特別（系統聲音）
- 藥師少女的獨語（下女、芙蓉妃、侍女、梨花妃的侍女）
- 絆之Allele（小孩A）
- 星靈感應（照屋音音）
- SHY（革命熱情）
- 聖女魔力無所不能（貴族大小姐）
- 葬送的芙莉蓮（贊恩〈幼年〉）

2024年
- 弱角友崎同學 2nd STAGE（平林美由紀）
- 百千家的妖怪王子（百千緋鞠[8]）
- 福星小子 第2期（傭人、主婦）
- 卡片戰鬥！！先導者 DivineZ（學生）
- 貼滿！小狗（學生）
- 夜晚的水母不會游泳（惠美）
- 無職轉生II～到了異世界就拿出真本事～（女學生H）
- 丸少爺（鏡台モノノケ、モンちゃん）
- 終末的火車前往何方？（烏萊茲民、少年、女性）
- 怪異與少女與神隱（白井）
- 烏鴉不擇主（幼年若宮）
- 【我推的孩子】 第2期（工作人員）
- 再見龍生，你好人生（精靈1）

2025年
- 離開A級隊伍的我，和從前的弟子往迷宮深處邁進（希露可[9]、セルフィーちゃん[10]）
- 藥師少女的獨語 第二季
- 九龍大眾浪漫（女性訪談者）
- 光逝去的夏天（辻中佳紀〈幼少期〉）

2026年
- MAO摩緒（黃葉菜花[11]）

### 劇場動畫
2021年
- 劇場版 七大罪 被光詛咒的人們
- 龍與雀斑公主

2023年
- 北極百貨的秋乃小姐（秋乃[12]）

2024年
- 炫目篝火（ササラ[13]）

### 網路動畫
2024年
- 株式會社5年1班（三舟夢帆[14]）

### 遊戲
2018年
- 心跳偶像（川口夏海[15]）
- 魔物娘☆後宮（康娜）

2022年
- 閃耀幻想曲（露芙莉亞）
- 艦隊Collection（鵜來、Langley）

2023年
- 艦隊Collection（第二十二號海防艦、Salmon）

2025年
- 百日戰紀 -最終防衛學園-（小時候的澄野拓海）

### 廣播劇CD
- 劇的奇想音盤 艷漢（2017年，蜜）

### 外語配音

#### 電影
- 還有機會說再見（2017年，阿莉〈辛西亞·吳〉）
- 比得兔（2018年，小鳥1）
- 奇蹟男孩（2018年，奧莉維雅·「薇亞」·普曼〈伊莎貝拉·維多維奇〉）

#### 戲劇
- 淘氣小女巫（2017年，年輕艾妲）
- 西格蒙德和海怪們 第1期（2017年，史考提〈凱爾·哈里森·布瑞克普夫〉）
- 駭人傳說（2018年，格蕾妲、人偶）
- 愛麗莎與凱蒂（2018年，凱蒂〈伊莎貝爾·梅〉）
- 使女的故事 第2期（2018年，伊登〈西德妮·斯維尼〉）

#### 動畫
- 藍色小精靈：失落的藍藍村（2017年，小碧玉[16]）
- 寶貝老闆（2018年，女兒部下[17]）※劇場公開版
- 小腳怪（2018年，吃水果的女性[18]）
- 鬼靈精（2018年，リフト少年[19]）
- 南方四賤客 Netflix版，(大頭)

## 音樂CD

### 角色歌
| 發售日  | 商品名稱                 | 演唱名義                      | 歌曲                         | 備註                     |
| 2018年  | 2018年                   | 2018年                        | 2018年                       | 2018年                   |
| ------- | ------------------------ | ----------------------------- | ---------------------------- | ------------------------ |
| 1月17日 | DREAMING-ING!!           | 心跳偶像 project              | 「DREAMING-ING!!」 「」      | 遊戲《心跳偶像》相關歌曲 |
| 1月17日 | DREAMING-ING!!           | 川口夏海（川井田夏海）        | 「DREAMING-ING!!」           | 遊戲《心跳偶像》相關歌曲 |
| 7月11日 |                          | 心跳偶像 project              | 「」                         | 遊戲《心跳偶像》相關歌曲 |
| 7月11日 | 心跳偶像 project         | 「SUN2 SUMMER STEP!」         |                              | 遊戲《心跳偶像》相關歌曲 |
| 9月5日  | 心跳偶像 Song Collection | 心跳偶像 project              | 「」 「」 「DREAMING-ING!!」 | 遊戲《心跳偶像》相關歌曲 |
| 9月5日  | 心跳偶像 Song Collection | 心跳偶像 project              | 「」                         | 遊戲《心跳偶像》相關歌曲 |
| 9月5日  | 心跳偶像 Song Collection | 心跳偶像 project "Rhythmixxx" | 「」                         | 遊戲《心跳偶像》相關歌曲 |
| 9月5日  | 心跳偶像 Song Collection | 心跳偶像 project              | 「SUN2 SUMMER STEP!」        | 遊戲《心跳偶像》相關歌曲 |
| 9月5日  | 心跳偶像 Song Collection | 川口夏海（川井田夏海）        | 「」                         | 遊戲《心跳偶像》相關歌曲 |

### 组合成员
1. 1 2 3  結城秋葉（日岡夏美）、月島美奈都（鈴木實里）、田中弗朗西斯卡（和久井優）、川口夏海（川井田夏海）、青山翼（青山吉能）、真田小幸村（高木友梨香）、片桐奈奈菜（稻川英里）、日比野記子（陽向沙織）、立川美翠（井上穗乃花）、立川朱音（山下七海）、草壁野野香（近藤玲奈）、伊澄泉（藤川茜）、日毬美咲（岩倉梓）、三田希少（金田晶）、朝霧春子（早瀨莉花）
2. 1 2  川口夏海（川井田夏海）、立川美翠（井上穗乃花）、三田希少（金田晶）
3. ↑  川口夏海（川井田夏海）、日比野記子（陽向沙織）、立川美翠（井上穗乃花）、日毬美咲（岩倉梓）、朝霧春子（早瀨莉花）
4. ↑  川口夏海（川井田夏海）、青山翼（青山吉能）、真田小幸村（高木友梨香）

## 外部連結
- 事務所官方簡歷（日語）